# En galen dag i New York
En galen dag i New York (New York Minute), amerikansk tonårsfilm från 2004 med Mary-Kate och Ashley Olsen i huvudrollerna.

## Handling
Jane och Roxy är två tvillingar som bor i en välbärgad förort till New York. Jane och Roxy är varandras motsatser. Jane är en A+ student, medan Roxy skolkar så gott det går. Jane får reda på att hon har chans att vinna ett stipendium till Oxford University i England. Hon bestämmer sig för att delta och detta måste hon göra i New York. Samma dag som Jane ska hålla det avgörande talet, ska rockgruppen Simple Plan spela in sin nya video i staden. Roxy måste självklart gå. Det slutar med att tvillingarna hamnar på samma tåg in till staden och allting går helt fel för stackars Jane, som kanske inte kommer hinna till sitt tal...
Två systrar och en dag i New York då allting går fel. Roxy spelas av Mary-Kate Olsen och Jane spelas av Ashley Olsen. 
Systrarna har inte umgåtts på flera år, det har de inga planer på att göra i framtiden heller. Tills de får tillbringa en kaotisk dag tillsammans i den stora staden New York.

## Rollista
| Ashley Olsen    | – Jane Ryan               |
| Mary-Kate Olsen | – Roxy Ryan               |
| Eugene Levy     | – Max Lomax               |
| Andy Richter    | – Bennie Bang             |
| Riley Smith     | – Jim, The Bike Messenger |
| Jared Padalecki | – Trey Lipton             |
| Drew Pinsky     | – Dr. Ryan                |
| Simple plan     | – Simple plan             |

## Om filmen
Filmen är inspelad i New York och Toronto och hade världspremiär i Los Angeles den 1 maj 2004.